# Тхана
Тхана (Тхане; маратхи ठाणे, ʈʰaːɳeˑ) — город в западной Индии, в штате Махараштра. Расположен в начале протоки Тхана-Крик, части эстуария реки Улхас. Административный центр одноимённого округа. Название города произошло в результате англизации названия храма Ганеши — Шри Стханака. Известен как «город озёр». Площадь — 147 км². Является частью агломерации Мумбаи.

## История
В древности регион, где расположен город, был известен как Апарант. В работах древнегреческого географа Птолемея (135—150 гг. н. э.) Тхана упоминается как Черсонезус. Город также был известен под названием Шри Стаханака, восходящему к названию храма бога Гапанати. Позднее это название было преобразовано португальцами в «Какабе де Тана», а затем англичанами в «Тхана».
С 890 по 1260 год Тхана являлся столицей державы Шилахаров. Правители из династии Шилахаров считали своим покровителем бога Шиву, при них был построен храм Копинешвар. При Шилахарах, известных своей толератностью, в городе осели представители различных национальностей и религий — парсы, евреи, мусульмане, христиане. В период правления Шилахаров город был разделён на так называемые «пады»: они сохранились и сегодня (например, районы Наупада, Агрипада, Патлипада).
Со второй половины XIII по первую треть XVI века город находился под управлением мусульманских правителей. В 1290 году город посетил знаменитый путешественник Марко Поло, охарактеризовавший Тхане как один из лучших городов мира. Дуарте Барбоза, португальский путешественник, посетивший город за 25 лет до португальского завоевания, упоминает Тхане под названием Тана Маямбу. Он оставил описание города с мавританскими мечетями и храмами и обилием садов.
В 1480-м году султан Мехмуд, правитель Гуджарата, сделал Тхане столицей области Субха.
Португальцы установили контроль над городом в 1530 году и управляли им в течение более чем 200 лет, вплоть до 1739 года. В 1730 году началось строительство форта Тхане. В 1737 году Тхане был завоёван правителями государства Маратха. Они управляли регионом вплоть до 1784 года, когда город, в свою очередь, был захвачен британцами. При британцах Тхане стал местом расположения окружной администрации и сборщика налогов. В 1821 году в Тхане была открыта первая английская средняя школа. В 1853 году был образован Муниципалитет Тхане. Согласно переписи населения 1881 года в Тхане проживало более 14 тысяч человек.
В 1982 году была образована муниципальная корпорация Тхане.

## Физико-географическая характеристика

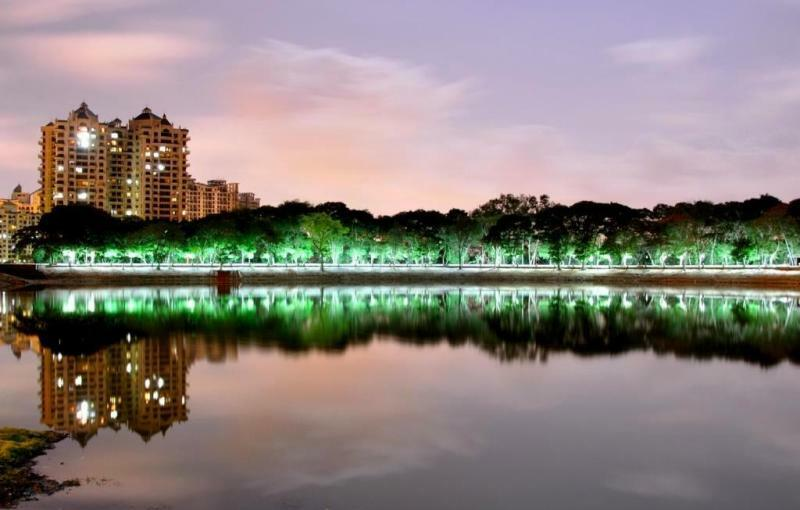
Озеро Упван

Город расположен к северо-востоку от Мумбаи, частично на острове Солсетт и частично на «большой земле». Две части Тхане разделяет протока Тхане Крик. Две части города соединяет два автомобильных и один железнодорожный мост. Средняя высота над уровнем моря — 7 м. С запада город ограничен холмами Еоур, а востока — холмами Парсик.
Тхане известен как город озёр. В городе насчитывается 35 озёр. Одним из самых красивых считается озеро Масунда Талао, также известное как Талао Пали. На берегу озера расположен храм Копинешвар, старейший храм города. Он был построен около 1750 г. до н. э. У подножия холмов Еоур расположено озеро Упван — популярное место отдыха.

## Климат
Климат Тхане — переходный от тропического муссонного к тропическому климату саванн. В целом климат Тхане ровный, со значительным числом дождливых дней и несколькими днями с экстремальными температурами воздуха. Средние температуры воздуха от 22 °C до 36 °C. Зимой температура колеблется от 12 °C до 20 °C, летом температуры могут достигать 41 °C. 80 % годовой нормы осадков выпадает в период с июня по октябрь. Годовая норма осадков — 2000—2500 мм при средней влажности воздуха 61—86 %.
| Показатель                    | Янв. | Фев. | Март | Апр. | Май  | Июнь | Июль | Авг. | Сен. | Окт. | Нояб. | Дек. | Год  |
| ----------------------------- | ---- | ---- | ---- | ---- | ---- | ---- | ---- | ---- | ---- | ---- | ----- | ---- | ---- |
| Средний суточный максимум, °C | 28,8 | 29,6 | 31,5 | 33,1 | 33,7 | 32,3 | 29,7 | 29,6 | 30,0 | 32,2 | 32,1  | 30,5 | 31,1 |
| Средняя температура, °C       | 23,3 | 24,1 | 26,5 | 28,7 | 30,1 | 29,2 | 27,2 | 27,0 | 27,2 | 27,9 | 26,7  | 24,7 | 26,8 |
| Средний суточный минимум, °C  | 17,9 | 18,7 | 21,6 | 24,3 | 26,5 | 26,1 | 25,0 | 24,5 | 24,4 | 23,7 | 21,3  | 18,9 | 22,7 |
| Норма осадков, мм             | 0    | 1    | 0    | 0    | 11   | 540  | 992  | 671  | 365  | 80   | 6     | 1    | 2667 |
| Источник:                     |      |      |      |      |      |      |      |      |      |      |       |      |      |

## Население
Согласно переписи населения 2011 года численность населения города составляет 2 486 941 человек. Уровень грамотности населения — 91,36 %. Соотношение полов — 882 женщины к 1000 мужчин.
| Религии в Тхане                                   | Религии в Тхане | Религии в Тхане | Религии в Тхане | Религии в Тхане |
| Религия                                           |                 |                 | Процент         |                 |
| ------------------------------------------------- | --------------- | --------------- | --------------- | --------------- |
| индуизм                                           |                 |                 | 70 %            |                 |
| ислам                                             |                 |                 | 14 %            |                 |
| буддизм                                           |                 |                 | 8 %             |                 |
| христианство                                      |                 |                 | 4 %             |                 |
| джайнизм                                          |                 |                 | 3.7 %           |                 |
| другие†                                           |                 |                 | 0.3 %           |                 |
| Distribution of religions †включая сикхизм (0.2%) |                 |                 |                 |                 |

## Экономика
Территория является в основном сельскохозяйственным районом для Мумбаи.
Главными сортами выращиваемых в Тхане продуктов являются рис, пшено, фрукты и овощи.